# Noideattella farihy
Espèce
Noideattella farihy est une espèce d'araignées aranéomorphes de la famille des Oonopidae.

## Distribution
Cette espèce est endémique du Sud de Madagascar,. Elle se rencontre dans les régions d'Atsimo-Andrefana, d'Androy et d'Anosy.

## Description
Le mâle holotype mesure 2,1 mm et la femelle paratype 2,3 mm.

### Description du mâle (PBI _ OON 0003533)
- Longueur totale 2.1.
- Céphalothorax: Carapace brun-rouge foncé.
- Sternum aussi long que large, brun-rouge foncé, sillon avec rangées de petites ponctuations, surface finement réticulée, sans ponctuations, avec microsculpture médialement et en sillons, bord antérieur avec sillon transversal interrompu.
- Pièces buccales: Chélicères, endites et labium rouge-brun foncé, marge interne du paturon avec soies éparses.
- Abdomen: Ovoïde.
- Scutum dorsal brun-rouge foncé, surface médiane lisse, côtés réticulés.
- Scutum post-épigastrique brun-rouge foncé, long, semi-circulaire, couvrant presque toute la longueur de l'abdomen.
- Pattes: Orange pâle, sans motif de couleur.
- Spination des pattes (seules les surfaces portant des épines sont listées, toutes les épines plus longues que la largeur du segment): tibias: I, II p 2 - 1 - 1; r 1 - 1 - 1; métatarses: I, II p 1 - 1 - 0; r 1 - 1 - 0.
- Organes génitaux: Région épigastrique dont le pore spermatique est situé au niveau des spiracles antérieurs.
- Segments proximaux des palpes orange pâle; cymbium orange pâle, sans tache distale de soies; bulbe orange pâle.
- Lamelle dorsale de l'embole avec au moins trois apophyses distales, lamelle ventrale avec au moins deux apophyses[3].

### Description de la femelle (PBI _ OON 0003569)
- Longueur totale 2.3.
- Pattes: Spination des pattes (seules les surfaces portant des épines sont répertoriées, toutes les épines étant plus longues que la largeur du segment): tibias: I, II p 2 - 1 - 1; r 1 - 1 - 1; métatarses: I, II p 1 - 1 - 0; r 1 - 1 - 0.
- Organes génitaux: ouverture génitale en forme de fente.
- Ouvertures des glandes sécrétoires du sac spermatique pointues, s'étendant sur toute la surface postérieure du réceptacle.
- Processus GAp en forme de tube torsadé.

## Publication originale
- Álvarez-Padilla, Ubick & Griswold, 2012 : Noideattella and Tolegnaro, two new genera of goblin spiders from Madagascar, with comments on the gamasomorphoid and silhouettelloid oonopids (Araneae, Oonopidae). American Museum Novitates, no 3745, p. 1-76 (texte intégral).